# محمد الناصر
محمد بن يعقوب بن يوسف الملقب بالناصر لدين الله حكم سنة 1199م هو رابع خلفاء الموحدين بعد وفاة أبيه يعقوب المنصور في عصره لم يشهد إنجازات كالتي شيدها أبوه وانهزم أمام الفونسو الثامن في معركة حصن العقاب قرب جيان.

## وصفه
ذو بشرة بيضاء، وقامة متناسقة، وجسد نحيل. لديه عينين واسعتين داكنتي السواد، ولحية كثيفة، وحواجب عريضة. ذو شخصية طموحة وعزيمة قوية. ويتخذ قراراته في شؤونه الخاصة وإدارة مملكته بشكل منفرد دون الاعتماد على مشورة الآخرين.

## توليه السلطة
بويع الناصر خلال حياة والده. وقد جُددت له البيعة بعد وفاة أبيه يعقوب المنصور، وذلك صبيحة يوم الجمعة الذي أعقب مباشرةً ليلة الوفاة. وامتد نطاق هذه البيعة لتشمل جميع الأقطار الواقعة تحت طاعة الموحدين.

### محاربة الخارجين عن البيعة
خرج الناصر سنة خمس وتسعين وخمسمائة فغزا علودان الغماري الثائر بجبال غمارة. ثم بعد ورود أخبار بغلبة المايورقي (يحيى بن غانية) على إفريقية، توجه الناصر إليها، ففتح مدينة ميورقة وانتزعها من يد المرابطين في ربيع الأول سنة ستمائة هجرية. ثم أخضع معظم إفريقية التي خرجت عن طاعته، وحاصر مدينة المهدية التي امتنع واليها المعين من قبل المايورقي، حتى استسلمت سنة إحدى وستمائة هجرية بعد مقاومة ومحاصرة لمدة طويلة دامت أشهر عديدة. ولدى عودته إلى المغرب، خرج عليه يحيى المايورقي مجددًا بجيش عند كبير مكون من العرب وصنهاجة وزناتة بوادي شلف، فقاتله الناصر وهزمه هزيمة عظيمة في ربيع الأول سنة أربع وستمائة هجرية.

### معركة العقاب
تلقى الناصر استغاثات من أهل الأندلس جراء هجمات الفنش (ألفونسو الثامن)، فاستنفر المسلمين للجهاد وحشد جيوشًا ضخمة من المغرب وإفريقية. عبر الناصر بجيوشه إلى الأندلس سنة سبع وستمائة هجرية، ونزل بساحل طريف ثم اتجه إلى إشبيلية، مُظهرًا قوة عسكرية هائلة أثارت إعجابه وخوف ملوك النصارى، حتى أن ملك بيونة جاءه مستسلمًا طالبًا الصلح.
بعد ذلك، توجه الناصر لغزو قشتالة، وبدأ بحصار حصن سريطوة (شلباطرة)، وحاصره لمدة ثمانية أشهر. خلال هذا الحصار الطويل، ضعفت معنويات الجيش وقلّت المؤن، واستغل الفنش هذا الوضع فاستولى على قلعة رباح (حصن العقاب) بعد أن تخلى عنها قائدها أبو الحجاج بن قادس يأسًا من وصول المدد، وهو ما أغضب الناصر وأدى إلى مقتل ابن قادس بأمر من الوزير ابن جامع، مما أثار حقد قواد الأندلس.
عندما علم الناصر باستيلاء ألفونسو على قلعة رباح، فتح حصن شلباطرة صلحًا وتوجه لملاقاة جيوش النصارى. التقى الجمعان بموضع يُعرف بحصن العقاب. ضربت القبة الحمراء للناصر، وبدأت المعركة بهجوم من المتطوعة الموحدين على جيوش النصارى، لكنهم استشهدوا جميعًا بينما لم يتحرك بقية الجيش من الموحدين والعرب وقواد الأندلس. ثم هجم النصارى على جيش الموحدين والعرب، وفي خضم القتال فرّت قواد الأندلس وحشودها بسبب حقدهم جراء مقتل ابن قادس وتهديدات الوزير.
انهزم جيش الموحدين والعرب والبربر أمام كثافة النصارى، وكُشف عن الناصر الذي ظل ثابتًا حتى كاد النصارى أن يصلوا إليه، وقتل حوله عدد كبير من حراسه. هرب الناصر وركب فرسًا واستطاع النجاة مع مجموعة من العبيد. استمر القتل في المسلمين حتى الليل، ولم ينجُ منهم إلا القليل، ولم يأسر النصارى أحدًا. وقعت هذه الهزيمة الكبرى يوم الإثنين الخامس عشر من صفر سنة تسع وستمائة هجرية، وأدت إلى ضعف قوة المسلمين في الأندلس بشكل كبير.

## مآثره العمرانية
أمر الناصر ببناء مدينة وجدة وشرع في بنائها في رجب من سنة أربع وست مائة. وفيها، بنى سور في منطقة المزمة من بلاد الريف، وبُنر أيضا قصبة بادس. وفي شوال من نفس السنة، أمر بتشييد الساقية بعدوة الأندلس بمدينة فاس وجلب الماء إليها من عين بخارج باب الحديد، وبنى الباب الجوفي المدرّج ذي الصحن من جامع الأندلس،  وبنى مصلّى عدوة القرويّين بفاس.

## وفاته
بعد عودة الناصر إلى مراكش إثر هزيمة العقاب، أخذ البيعة لولده السيد أبي يعقوب يوسف الملقب بالمنتصر في أواخر ذي الحجة سنة تسع وستمائة هجرية. بعد إتمام البيعة، احتجب الناصر في قصره وانغمس في الملذات حتى شهر شعبان سنة عشر وستمائة، حيث مات مسمومًا بأمر من وزرائه الذين دسوا له السم في كأس خمر عن طريق إحدى جواريه، وذلك لأنه كان قد عزم على قتلهم . كانت وفاته يوم الأربعاء الحادي عشر لشعبان سنة عشر وستمائة بقصره في قصبة مرّاكش.